# Greg Hetson

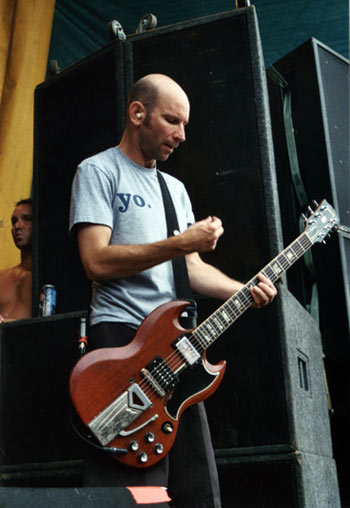
Greg Hetson

Greg Hetson est un guitariste américain né le 29 juin 1961 à Brooklyn. Il est notamment membre des groupes Circle Jerks et Bad Religion.

## Biographie
En 1980, il quitte le groupe Redd Kross pour former Circle Jerks, qui deviendra l'un des groupes majeurs de la scène punk hardcore.
Il rejoint officiellement Bad Religion en 1984 (il avait néanmoins participé à l'enregistrement de leur tout premier album trois ans auparavant) tout en poursuivant son activité au sein de son premier groupe.
Il joue également au sein des groupes Black President et Punk Rock Karaoke (avec Eric Melvin de NOFX).